# 村上泰賢
村上 泰賢（むらかみ たいけん、1941年 - ）は、日本の曹洞宗の僧侶（東善寺住職）。小栗上野介顕彰会理事、「小栗上野介忠順」研究の第一人者。

## 来歴
群馬県生まれ。駒澤大学文学部卒業。県立高校教諭を経て、曹洞宗東善寺住職。小栗上野介顕彰会理事。
群馬高体連登山部参与、群馬県山岳連盟参与を歴任。

## 著書
- 『幕末遣米使節小栗忠順従者の記録～名主佐藤藤七の世界一周』東善寺 2001年11月[3]
- 『小栗忠順のすべて』新人物往来社 2008年4月
- 『小栗上野介～忘れられた悲劇の幕臣』平凡社新書 平凡社 2010年12月

### 共著
- 『幕末開明の人～小栗上野介』東善寺　市川光一、村上泰賢 共著　[4]
- 『小栗上野介」』みやま文庫 市川光一・村上泰賢・小板橋良平 共著　2004年9月[5]
- 『シャルミリ　インドヒマラヤCB53峰初登頂の記録』 [6]

## 講演・新聞掲載

### 講演
- 2001年度 群馬県医師会定時総会特別講演会 「小栗上野介に学ぶ」～群馬県医師会報[7]
- 2009年サンフランシスコ及びロサンゼルスで講演
- 2011年8月19日「小栗上野介の日本改造－幕府の運命、日本の運命－」神田雑学大学主催[8]
- 2015年6月30日　横須賀イベント・記念艦「三笠」講演会「幕府の運命、日本の運命‐小栗上野介の日本改造」[9]
- 2015年10月24日 横須賀製鉄所（造船所）創設150周年記念事業（イベント）横須賀開国史研究会講演会[10][11]
- 2017年7月15日「小栗上野介の生涯」一般社団法人ふるさと経済フォーラム[12][13]
- 2017年12月9日 日本銃砲史学会例会「小栗　上野上の日本改造」[14]
- 2018年7月24日高崎経済大学・地元学講座「小栗上野介ゆかりの地をめぐる」2018年7月24日[15]
- 2018年10月4日 「日本の近代化に足跡　小栗上野介」兵庫県姫路市林田町「はやしだ交流センターゆたりん」[16]
- 2018年11月4日 小栗上野介企画展・記念講演会・鼎談（手島仁、小栗さくら）[17]

### メディア掲載
- ねじ業界紙ファスニングジャーナルニュース 2011年9月12日「東善寺・村上泰賢住職　米国からねじを持ち帰った小栗上野介を語る」
- 毎日新聞 2017年6月20日「小栗家の火縄銃 菩提寺・東善寺所蔵、忠順の父の銘　研究のために製造か　高崎／群馬」[18]
- 月刊誌『致知』2017年8月号「明治維新前夜、既に維新は始まっていた～悲劇の幕臣・小栗上野介の生涯」[19]
- 致知出版社 2018年7月「悲劇の幕臣・小栗上野介に見る、類まれな先見性と洞察力」[20]
- 神戸新聞 2018年10月4日「幕臣・小栗上野介、群馬の顕彰会が姫路来訪　夫人ゆかりの地めぐる」[21]